# Velké Meziříčí
Velké Meziříčí (in tedesco Groß Meseritsch) è una città della Repubblica Ceca facente parte del distretto di Žďár nad Sázavou, nella regione di Vysočina.